# Marsyas de Pella
Pour les articles homonymes, voir Marsyas (homonymie).
Marsyas de Pella (en grec ancien Μαρσύας Περιάνδρου Πελλαῖος / Marsúas Pellaĩos) est un historien macédonien originaire de Pella, né vers 356 et mort en 294 av. J.-C.

## Biographie
Fils de Périandre, il est le demi-frère du diadoque Antigone le Borgne et le contemporain d'Alexandre le Grand, dont il serait l'un des compagnons d'éducation.  En 306 av. J.-C., il est désigné par Démétrios Poliorcète, fils d'Antigone, pour commander une division de sa flotte à la bataille de Salamine de Chypre, démontrant qu'il n'a pas été qu'un simple homme de lettres et qu'il a suivi la fortune de son demi-frère.

## Œuvre
Marsyas est l'auteur d'une Histoire de la Macédoine (ou Makedonika) en 10 livres, qui s'arrête en 331 av. J.-C. après la conquête de l'Égypte. Il n'en reste que quelques fragments (FGrH 135). Il est cité notamment par Athénée de Naucratis, Plutarque, Trogue Pompée via Justin et Harpocration. La Souda évoque aussi une Éducation d'Alexandre et une Histoire de l'Attique (Attica) en 12 livres ; les modernes considèrent que cette dernière œuvre a pour auteur Marsyas de Philippes.

## Sources antiques
- Diodore de Sicile, Bibliothèque historique [détail des éditions] [lire en ligne], XX, 5.
- FGrH 135, 6.
- (en + grc) Souda (lire en ligne) s.v. Μαρσὑας, 1.
- Athénée, Deipnosophistes [détail des éditions] (lire en ligne), X.